# Peña Bolística Páncar
La Peña Bolística Pancar es una peña de bolo palma fundada en 1965 en Pancar (Llanes). Es una de las pocas peñas de Asturias que han llegado a militar en la máxima categoría del bolo palma, la Liga Nacional de Bolos (las otras peñas fueron Granda de Colombres, Quesos Monje de Panes, Miguel Purón de Noreña y Llanes).

## Historia
En 1965, al inaugurarse una bolera en el pueblo llanisco de Pancar, se crea la PB Pancar con la intención de dar uso al corro. La peña se ha convertido con el paso de los años en la más laureada del bolo palma asturiano, habiendo militado durante 15 temporadas en la Liga Nacional de Bolo Palma y logrando, entre otros títulos, 8 Ligas Asturianas desde 1996 y un subcampeonato de España de Clubes (1985).
A principios de los años 90 se fusionaron la Peña Pancar y la Peña Cuera de Oviedo (fundada en 1989), dando origen a la Peña Pancar Cuera, que es la peña actual. En esa época logró su mejor clasificación liguera, con un quinto puesto logrado en 1995.
La temporada 2010 Pancar logró el 8.º puesto (de nueve peñas) en su regreso a la Liga Nacional tras 3 años de ausencia; además revalidó el título de Campeón de Asturias, logrando su tercer campeonato desde 2007. En 2013 logró su décima liga asturiana.

## Palmarés
- Liga Asturiana (10): 1996, 2007, 2009, 2010, 2012 y 2013.
- Subcampeón del Campeonato de España de Bolo Palma de Clubs (1): 1985.
- 15 participaciones en la Liga Nacional de Bolos: 1987 a 1988, 1992 a 2000, 2002, 2004, 2006 y 2010.

## Temporadas de la PB Pancar
Temporadas de la PB Pancar desde la creación de la Liga Nacional:
| Temporada | Categoría      | Puesto | Notas                                       |
| --------- | -------------- | ------ | ------------------------------------------- |
| 1987      | Liga Nacional  |        |                                             |
| 1988      | Liga Nacional  | 16.º   | descenso                                    |
| 1989      | Liga Asturiana |        |                                             |
| 1990      | Liga Asturiana |        |                                             |
| 1991      | Liga Asturiana |        | ascenso                                     |
| 1992      | Liga Nacional  | 9.º    |                                             |
| 1993      | Liga Nacional  | 9.º    |                                             |
| 1994      | Liga Nacional  | 8.º    |                                             |
| 1995      | Liga Nacional  | 5.º    | mejor clasificación de su historia          |
| 1996      | Liga Nacional  | 7.º    |                                             |
| 1997      | Liga Nacional  | 12.º   | salva el descenso por el ascenso del filial |
| 1998      | Liga Nacional  | 9.º    |                                             |
| 1999      | Liga Nacional  | 9.º    |                                             |
| 2000      | Liga Nacional  | 11.º   | descenso                                    |
| 2001      | Liga Asturiana |        | ascenso                                     |
| 2002      | Liga Nacional  | 12.º   | descenso                                    |
| 2003      | Liga Asturiana |        | ascenso                                     |
| 2004      | Liga Nacional  | 12.º   | descenso                                    |
| 2005      | Liga Asturiana |        | ascenso                                     |
| 2006      | Liga Nacional  | 13.º   | descenso                                    |
| 2007      | Liga Asturiana | 1.º    |                                             |
| 2008      | Liga Asturiana | 3.º    |                                             |
| 2009      | Liga Asturiana | 1.º    |                                             |
| 2010      | Liga Nacional  | 8.º    |                                             |
| 2011      | Liga Asturiana | 3.º    |                                             |
| 2012      | Liga Asturiana | 1.º    |                                             |
| 2013      | Liga Asturiana | 1.º    |                                             |